# Die Farm der Besessenen
Die Farm der Besessenen (Originaltitel: The Furies) ist ein US-amerikanischer Western Noir von Anthony Mann aus dem Jahr 1950. Die Hauptrollen sind mit Walter Huston, der hier seine letzte Filmrolle spielte, Barbara Stanwyck und Wendell Corey besetzt.
Charles Schnees Adaption der Geschichte, auf der das Drehbuch basiert, geht zurück auf die gleichnamige Literatur-Vorlage von Niven Busch. Der Film war in der Kategorie „Beste Kamera“ für einen Oscar nominiert.

## Handlung
Der Film spielt in den 1870er Jahren in New Mexico, Vereinigte Staaten. Der Großgrundbesitzer T.C. Jeffords  hat seinen Reichtum in der Aneignung großer landwirtschaftlicher Flächen, vor allem durch skrupellose Vertreibung der mexikanischen Bauern in der Region zu verdanken. Seine Tochter Vance folgt ihm in Temperament und Hemmungslosigkeit nach. Sie ist eine herrschsüchtige, selbstgerechte Person. Ihr Bruder Clay hat ein kritisches Verhältnis zum Vater, dem er vor allem nachträgt, dass dieser seine Mutter wie ein Stück Besitz behandelt und nicht einmal an ihrem Sterbebett würdig behandelt hat. Clay und T.C. können sich nicht ausstehen. Vance dagegen ist der Liebling ihres Vaters und verehrt ihn im Gegenzug. Eines Abends trifft Clay seine Schwester im Zimmer der Mutter an, wo sie eins von deren Kleidern für Clays anstehende Hochzeit mit Carol Ann Weadick anprobiert. Da kommt auch der Vater aus San Francisco nach Hause, mit dem Bankmanager Reynolds und seinem Buchhalter Scotty Hyslip im Schlepptau. Denn obgleich T.C. Jeffords großen Viehbestand und Landbesitz hat, fehlt ihm zu diesem Zeitpunkt Bargeld, um laufende Verpflichtungen zu begleichen. Gerade hat er sich beim Bankhaus des alten Anaheim in San Francisco 100.000 US-Dollar geliehen, um den Forderungen nachkommen zu können. Nachdem sich T.C. mit der von der eifersüchtigen Vance gehassten Flo Burnett verheiratet hat, kommt es zur Trennung von Vater und Tochter im Streit. Vance verlässt die Ranch, kauft hinterrücks nach und nach alle Schuldscheine ihres zahlungsunfähigen Vaters und schließlich auch dessen Vieh auf und übernimmt somit die Ranch. Nach der Überschreibung der Ranch auf sie wird T.C. vor der Bank von der Mutter eines von ihm vertriebenen Bauern erschossen.

## Produktion
Der Film wurde in Arizona und in den Paramount Studios in Hollywood gedreht.

## Rezeption

### Kritik
Das Lexikon des internationalen Films urteilt: „Freud im Wilden Westen – dramatisch, gut gespielt und einigermaßen brutal.“

### Auszeichnung
- Oscarverleihung 1951: Nominierung in der Kategorie „Beste Kamera (Schwarzweiß)“
  - Victor Milner